# Cabreúva
Cabreúva est une ville brésilienne de l'État de São Paulo.

## Démographie
| Évolution de la population (municipalité) | Évolution de la population (municipalité) | Évolution de la population (municipalité) | Évolution de la population (municipalité) |
| Année                                     | Population                                |                                           | %±                                        |
| ----------------------------------------- | ----------------------------------------- | ----------------------------------------- | ----------------------------------------- |
| 1920                                      | 5 884                                     |                                           |                                           |
| 1940                                      | 4 970                                     |                                           | −15,5%                                    |
| 1950                                      | 6 347                                     |                                           | 27,7%                                     |
| 1960                                      | 6 512                                     |                                           | 2,6%                                      |
| 1970                                      | 7 679                                     |                                           | 17,9%                                     |
| 1980                                      | 11 716                                    |                                           | 52,6%                                     |
| 1991                                      | 18 814                                    |                                           | 60,6%                                     |
| 2000                                      | 33 100                                    |                                           | 75,9%                                     |
| 2010                                      | 41 604                                    |                                           | 25,7%                                     |
| 2022                                      | 47 011                                    |                                           | 13,0%                                     |
| ,                                         |                                           |                                           |                                           |